# Evanílson
Evanílson Aparecido Ferreira, conosciuto semplicemente come Evanílson (Diamantina, 12 settembre 1975), è un ex calciatore brasiliano, di ruolo difensore.

## Palmarès

### Club
- Campionato tedesco: 1

Borussia Dortmund: 2001/2002

### Nazionale
- Coppa America: 1

1999